# Olkieniki (gmina)
Olkieniki – dawna gmina wiejska istniejąca do 1939 roku na obszarze Ziemi Wileńskiej/woj. wileńskiego (obecnie na Litwie). Siedzibą gminy były Olkieniki (Valkininkai).
Początkowo gmina należała do powiatu trockiego w guberni wileńskiej. 7 czerwca 1919 weszła w skład utworzonego pod Zarządem Cywilnym Ziem Wschodnich okręgu wileńskiego, przejętego 9 września 1920 przez Tymczasowy Zarząd Terenów Przyfrontowych i Etapowych. W związku z powstaniem Litwy Środkowej 9 października 1920 gmina wraz z mniejszą częścią powiatu trockiego znalazła się w jej strukturach. 13 kwietnia 1922 roku gmina weszła w skład objętej władzą polską Ziemi Wileńskiej (powiat trocki połączono z powiatem wileńskim w nowy powiat wileńsko-trocki), przekształconej 20 stycznia 1926 roku w województwo wileńskie.
Po wojnie obszar gminy Olkieniki wszedł w struktury administracyjne Związku Radzieckiego.
Wsie gminy Olieniki:

- Bartele
- Bieksza
- Butwidańce
- Czarne Kowale
- Czebotary
- Czyżuny
- Darguże
- Deksznia
- Dziechciary
- Giełuńce
- Gieniuńce
- Gierajcie
- Jakiańce
- Jurkańce
- Krumińce
- Kukle
- Kursze
- Maluki
- Matujzy
- Misztuny
- Nowe Macele
- Nowe Noniszki
- Nowiny
- Ogrodniki
- Podklasztor
- Pograużupie
- Pomerecz
- Popiszki
- Smolniki
- Szarkiszki
- Waryszki
- Wójtowo
- Zaprzekopy